# Strand
Strandは、1989年に発表された商用ベースの並行論理プログラミング言語である。Ian FosterとStephen Taylorにより、設計された。開発はArtificial Intelligence Limitedで行われ、1989年のBritish Computer Society Awardを受賞した。販売はStrand Software Technologies Inc.から行われた。
この言語はErlang開発初期にベース言語としても使われた。

## 概要
Strandは並行プログラミングのためのプログラミング言語で、論理変数を介して通信を行う複数の軽量プロセスのネットワークとしてプログラムを記述する。言語仕様や考え方はそれ以前に開発されたPARLOGや第五世代コンピュータプロジェクトで開発されたGuarded Horn Clausesと非常によく似ている。
Strandではホーン節にガードを導入した以下のような規則の集まりでプログラムを記述する。
```
Head :- G
1
, ..., G
n
| B
1
, ..., B
m
.  (n,m≧0)
```

HeadとG1, ..., Gnはプロセス書き換えのための条件、B1, ..., Bmは書き換え後のプロセスを表す。生成されたプロセスは全て並行に実行される。プロセス間の通信にはプロセスで共有する論理変数を使用する。書き換え規則の適用に十分な情報がなければ書き換えを中断し、判断に必要な情報が得られるまで待つことで、プロセス間の同期が行われる。ストリームは論理変数を含んだリストとして表現する。論理変数を共有するプロセスの数に制限はないため、ストリーム通信は1対1だけではなく1対Nのブロードキャストなど、様々な形態が可能である。
StrandはFortranやC言語とのインタフェースを持ち、また個々のプロセスを実行するプロセッサーを指定するためのプラグマを持っていた。

## プログラム例
2本のストリームをマージして1本のストリームにするStrandプログラムの例を以下に示す。Prologと同様、A や Xs など英大文字で始まる項は変数を表す。
```
merge
([
A
|
Xs
],
Ys
,
Zs0
)
 
:-
 
true
 
|
 
Zs0
:=
[
A
|
Zs
],
 
merge
(
Xs
,
Ys
,
Zs
).

merge
(
Xs
,[
A
|
Ys
],
Zs0
)
 
:-
 
true
 
|
 
Zs0
:=
[
A
|
Zs
],
 
merge
(
Xs
,
Ys
,
Zs
).

merge
([],
Ys
,
Zs
)
 
:-
 
true
 
|
 
Zs
:=
Ys
.

merge
(
Xs
,[],
Zs
)
 
:-
 
true
 
|
 
Zs
:=
Xs
.

```

例えば、上記プログラムの最初の節では、最初の引数が[A|Xs]のようなリストの形になっていない場合は中断し、他のプロセスにより[A|Xs]の形に具体化された（具体的に値が決まった）場合に実行を再開する。この時点でXs自体は具体化されていなくても構わないため、リストの先頭からインクリメンタルに具体化されるストリームを素直に処理できる。